# Sophia Somajo
Sophia Somajo Venai (* 2. Januar 1985 in Stockholm) ist eine schwedische Sängerin. Eine Zeitlang trat sie unter ihrem Spitznamen Soso auf.

## Leben
Sophia Somajo Venai wuchs in Stockholm auf, verbrachte aber auch drei ihrer Teenager-Jahre in Paris. Bei einem Schüleraustausch in den Vereinigten Staaten wurde ihr musikalisches Talent entdeckt und sie erhielt einen Entwicklungsvertrag, den sie jedoch zunächst nicht nutzte. Stattdessen versuchte sie sich zunächst als Songwriterin. Dabei verwendete sie mehr als zehn Pseudonyme. Das bekannteste ist Tiffany Amber, angelehnt an die Schauspielerin Tiffani-Amber Thiessen aus Beverly Hills, 90210. Unter diesem Pseudonym schrieb sie für Britney Spears, Christina Aguilera und die Backstreet Boys.
2008 veröffentlichte Sophia Somajo ihr erstes Album The Laptop Diaries. Das Album nahm sie ausschließlich am Laptop in ihrem Schlafzimmer auf. Es erschien über das Label Telegram Records Stockholm.
2011 gründete sie ihr eigenes Label Do It Yourself Bitch Productions. Dort erschien 2012 das digitale Album T.T.I.D.S.D.I.E.U.I.C. sowie die Single Who’s Gonna Love Me. Tatsächlich veröffentlichte sie das Album gratis über die Bittorrent-Plattform The Pirate Bay.
2013 erschien die Single Kids zusammen mit Style of Eye und Elliphant.
2017 folgte die EP Freudian Slip.
2018 hatte sie zusammen mit Alan Walker den Song Diamond Heart, der in den schwedischen Charts Platz 18 erreichte und sie international populär machte. In Norwegen erreichte sie Platz 1 der Charts.

## Diskografie
Alben
- 2008: The Laptop Diaries (Telegram Records Stockholm)
- 2012: T.T.I.D.S.D.I.E.U.I.C. (digitales Album als Soso, Do It Yourself Bitch Productions)

Singles und EPs
- 2007: Stockholm Calling (EP, Concrete Forest)
- 2008: Warm Blooded Murder (Single, Warner Music Sweden)
- 2012: Who’s Gonna Love Me (Single als Soso, Do It Yourself Bitch Productions/This Is Music)
- 2014: Kids (Single, Style of Eye ft. Soso, RCA/Sony Music)
- 2016: Sapphire (Single, Razzia)
- 2017: Freudian Slip (EP, Razzia)
- 2018: Diamond Heart (Single mit Alan Walker, Mer Musikk)

Songwriting (Auswahl)
- 2009: Britney Spears: 3
- 2009: Backstreet Boys: Bigger
- 2009: Allison Iraheta: Friday I’ll be Over You
- 2010: Robyn: Time Machine
- 2011: Britney Spears: Criminal
- 2012: Christina Aguilera: Your Body
- 2015: Adam Lambert: The Light